# 張翠容
張翠容是香港新聞工作者，亚洲女战地记者以及国际時事評論員，被称为行走第三世界和战场的“香江第一战地女英雌”，又与闾丘露薇、周轶君等并称为华人社会的“战地玫瑰” （页面存档备份，存于）。
张翠容也是香港旅行记者和作者，喜欢不断游走世界各地观察新闻事态，以第一现场的独立视觉解读新闻事件，曾把旅途事迹更结集成书，包括记录东欧剧变的《重走东欧剧变之路》、观察拉丁美洲生存状态的《拉丁美洲真相之路》等。张翠容曾报道国际新聞，经常游走在政治边缘的第三世界，包括苏联解体、柏林围墙倒塌、印尼排華、伊拉克战争、以巴战争、东帝汶公投、亞洲金融風暴、印尼民主化、科索沃戰爭、美國911事件、阿富汗戰爭、拉丁美洲新世纪革命、东欧剧变20年、柬埔寨红色高棉解除武装事件、阿富汗塔利班政权的最后岁月、非洲和中東地區的茉莉花革命、歐債危機等國際大事件，以及香港主權移交、澳门主權移交、台湾政党轮替（2000年中華民國總統選舉與2008年中華民國總統選舉）、北京奥运、四川地震等等兩岸三地大事，并访问过多位国际风云人物，包括已故的巴勒斯坦解放组织主席阿拉法特、东帝汶总统古斯芒、前英国首相撒切尔夫人、前台湾总统陈水扁、前菲律宾总统阿羅約夫人、前委内瑞拉总统查韦斯、柬埔寨王子拉那烈、前南非总统曼德拉等，亦走访一些被中西方传媒早已标签的群体，如阿富汗的塔利班政权、黎巴嫩的真主党游击队、中国河南省的爱滋病村等等。

## 記者生涯
从事新闻工作近二十五年，采访过不同新闻人物，亲身经历过炮火洗礼。两岸三地、世界各地多位领导人和知名人士都曾表彰张翠容的专业精神。

### 早期採訪歲月
1980年代，张翠容在英國完成高中及大學教育，并取得香港中文大學社會學碩士，1986年畢業，1989年移居加拿大，1991年赴紐約大學深造，採訪當地社區和中美關係新聞。
回港後，加入香港傳媒和国际媒体的新聞行業，不時以臨時合約或自由撰稿人形式工作，負責採訪政治新聞、中國新聞。其後分別為英國廣播公司國際頻道、路透社（为时约两个月，主要协助路透摄影队出外採访香港回归新闻，当中不涉及報道或写作）、意大利Inter Press Service、《香港聯合報》、香港經濟日報、香港电台等新聞機構，報道亞洲、兩岸三地及國際事務；亦曾擔任無國界記者的通訊員和《亚洲周刊》特约评论员、广州现代传播旗下《周末画报》特约观察员、廣州《二十一世紀環球報導》特約撰稿員、北京《國際先驅導報》特約評論員等。她发表过多篇報導文學于报章專欄里，并且曾前往以色列及巴勒斯坦地區採訪。

### 戰地記者
1999年北約攻打科索沃，张翠容首次前赴戰地採訪，當日她自薦出行，亲历战场洗礼，也亲历中国驻南斯拉夫大使馆被袭击轰炸。從此，張翠容開始了遊走世界各地的國際觀察家工作。
2003年7月张翠容抵达巴勒斯坦解放组织主席阿拉法特官邸，彻夜采访，成为被围困多日的阿拉法特接受的唯一采访。张翠容曾訪問一些被視為恐怖組織的回教原教旨主義領袖，探究他們所處的環境、歷史如何令他們走上這條路。最震撼的是，美國911事件發生前一個月，張翠容訪問阿富汗塔利班政權，險遭就地正法 。
及后，张翠容再次走访了索罗斯、乔布斯等国际传奇人物。张翠容曾在采访中透露自己最难忘的采访，不是高峰领袖，而是战火中最朴实无华的黎民百姓。

### 媒體、著作、學者工作
张翠容是中國传媒的先锋，九七后与中國媒体机构关係愈来愈密切，曾任职多家内地传媒机构，并担任主编工作。早于1999年，张翠容已经返回广州，与内地知名出版人邵忠合作创办现代传媒，也主编了内地国际时事先锋报刊《周末画报》。其后张翠容也曾担任香港经济日报国际部主编、亚洲周刊主编等媒体高层岗位。
2010年4月，张翠容著作出版简体字版本。同时，张翠容也担任香港和中國大陸多所大学的客席讲师，也在内地多个城市举办学术讲座，探讨国际风云和中国变化。
2011年，张翠容再次行走拉丁美洲、非洲、以及饱受金融债务打击的欧洲，亲访多位历史事件见证着、参与者、学者，剖析拉丁美洲參與式民主、非洲茉莉花革命以及欧洲债务危机。并于2012年再次出版走访新书。

## 軼事
张翠容一直單身，操流利的中文及英文。
被香港著名文化人梁文道称为『具有正义感的傻大姐观察家』，也被台湾作家南方朔称为『改变21世纪的奇女子』。
知名评论家南方朔曾说，由张翠容，他想到了古代的旅行家。古代所谓的旅行并不是今日的旅游观光。古代的旅行家，乃是对世界充满了善意好奇的观察者与记录者。张翠容就很有古代旅行家的特质，永远到陌生地方去观察、凝望、记录和了解。

## 爭議
张翠容的观点也引起讨论和争议，如著名陶傑曾在其电台节目 《光明頂》 （页面存档备份，存于） 曾讽刺香港一些曾到过巴勒斯坦的人（另一主持人叶辉即时表示当中包括记者），把极受争议的「恐怖分子」阿拉法特及其门徒说成好人，是「仿效美国左派的非常低等的左倾幼稚病」。
在2013年11月18日的《光明頂》中，陶傑再度不點名批評張翠容，他說：「香港一兩個自稱戰地女記者把阿拉法當神那樣拜。這種敗類，你走去中東，跟那些所謂沙漠戰士吃羊肉時，你有沒有關心過中東女性的苦難和地位，她跟你說阿拉法是抗美英雄。所以難怪彭定康說香港的高度自治還有常識，就是給這些讀書半桶水的人逐步逐步斷送。」
2018年12月，時事評論員黃世澤批評張翠容在孟晚舟事件中支持將華為、孟晚舟及伊朗，批評張翠容「幫共產黨說話、顛倒黑白」。
2022年9月8日，英女皇伊麗莎白二世逝世，引起很多香港人的悼念，張翠容發文指責香港人的悼念是戀殖。
在2023年10月8日，當哈瑪斯以數千枚火箭炮對以色列平民作出無差別的恐怖襲擊後，香港資深跨媒體時事評論員劉細良在其《城寨 Singjai》中，批評張翠容等親中人士，指她只會站在巴勒斯坦一邊指責受襲的以色列。
張翠容認為巴勒斯坦人民今日的不幸是願於西方縱容猶太人，讓他們在1948年立國，她不認同包括德國在內的西方國家將納粹行為刑事化，認為納粹支持者有值得同情之處。
張翠容在2024年台灣總統大選表態支持國民黨，認為賴清德當選是一場災難，張翠容又認為台灣應該與對岸中華人民共和國政權議和，台灣人民應該服膺於中華人民共和國的統一，才有和平發展的空間。另外，張翠容亦支持香港實施國家安全法並支持基本法第23條在香港立法。

## 著作
- 2002年，《行過烽火大地》，其無國界的戰地女記者身分與遊走邊緣國度的經歷。
- 2005年，《大地旅人》，對其行腳國度、國際情勢的所見所感。
- 2006年，《中東現場》，記錄她多次深入向來有“火藥庫”之稱的中東地區，透過與當地百姓對話、實際訪談生活於現場的具影響力的民運組織領導人，從歷史、宗教、文化、地理等因素，剖析埃及、以色列、黎巴嫩、敘利亞、伊 拉克、伊朗、阿拉伯等國相互衝突糾葛的來龍去脈。
- 2009年，《拉丁美洲真相之路》
- 2010年，大陆简体字版《拉丁美洲革命现场》
- 2010年8月，大陆简体字版《中东现场》
- 2012年4月，重新编纂了大陆简体字版本的《中东现场》
- 2013年1月，《地中海的春天》，從「新自由主義」崩解到「直接民主」再崛起，從「阿拉伯之春」到歐債危機，直探事件現場，見證一波波為尊嚴而抗爭的覺醒運動真相。
- 2015年1月, 《另一片海：阿拉伯之春、歐債風暴與新自由主義之殤》
- 2018年3月, 《歐亞現場：見證現代化浪潮下的矛盾與衝突》